# Manuel Ochogavía Barahona

Wappen von Manuel Ochogavía Barahona

Manuel Ochogavía Barahona OSA (* 23. Juli 1967 in Las Tablas, Provinz Los Santos, Panama) ist Bischof von Colón-Kuna Yala.

## Leben
Manuel Ochogavía Barahona trat der Ordensgemeinschaft der Augustiner bei und legte am 8. September 1990 die zeitliche Profess ab. Am 11. August 1995 legte er die ewige Profess ab. Ochogavía Barahona empfing am 4. Mai 2002 das Sakrament der Priesterweihe.
Am 7. Juli 2014 ernannte ihn Papst Franziskus zum Bischof von Colón-Kuna Yala. Der Apostolische Nuntius in Panama, Erzbischof Andrés Carrascosa Coso, spendete ihm am 27. September desselben Jahres die Bischofsweihe; Mitkonsekratoren waren der Erzbischof von Panama, José Domingo Ulloa Mendieta OSA, und der Bischof von Santiago de Veraguas, Audilio Aguilar Aguilar. 